# Бронзова танцівниця з маскою на обличчі
Бронзова танцівниця з маскою на обличчі (англ. Bronze Statuette of a Veiled and Masked Dancer) — унікальна бронзова скульптура доби еллінізму.

## Опис твору
Скульптура в Стародавній Греції пройшла довгий період розвитку і досягла неймовірного мистецького рівню, перевершивши досягнення скульпторів Стародавнього Єгипту. Особливостями давньогрецької скульптури були майстерне використання різних матеріалів і повний відхід від зооморфного зображення богів і героїв. Тоді як цей етап — затримався в сакральному мистецтві Єгипту.
Грецькі скульптори майстерно, а часто і віотуозно використовували теракоту, дерево, пісковик, мармур, бронзу. Готову скульптуру прикрашали фарбами, а бронзові фігури богів і атлетів (переможців в Олімпійських іграх) ще й технікою ювелірних виробів (використовували срібло, мідь, виготовляли штучні ока і додаткове карбування, шліфування тощо).
Майстерність греків не пропала і в добу еллінізму, а була підхоплена і розвинута в нових інтернаціональних центрах — Пергамі, Александрії, Танагрі тощо. Не тільки підхоплена, а і збагачена новими темами. В скульптуру прийшли побутовий жанр і декоративні фігури для приватних садів.
Віртуозним зразком побутового жанру в скульптурі є бронзова танцівниця з маскою на обличчі, котра за припущеннями походить із інтернаціональної Александрії. Вона подає професійну танцівницю під час виконання танцю. Невелика бронзова фігурка заввишки 20,5 сантиметри репрезентує молоду жінку з декількома шарами одягу і тісним верхнім пеплосом. Незважаючи на кількість тісного одягу, всі рухи танцівниці добре прочитуються в скульптурі. Сценічний костюм танцівниці доповнює маска на обличчі із прорізами для очей. Тобто виконавиця зналась як на танцях, так і на мімічному мистецтві. Скульптор виявив в творі неабияку майстерність і опрацював скульптуру як черговий і коштовний ювелірний виріб. В скульптурі — нічого зайвого. Нема і надто коштовних матеріалів на кшталт срібла чи золочення. Віртуозно лише опрацована і зашліфована поверхня, що дала мерехтливу красу бронзі. Малий твір має всі властивості монументальної, круглої скульптури, позаяк не має головного «фасаду». Скульптура розрахована на довге її спостереження з усіх боків.

## Галерея

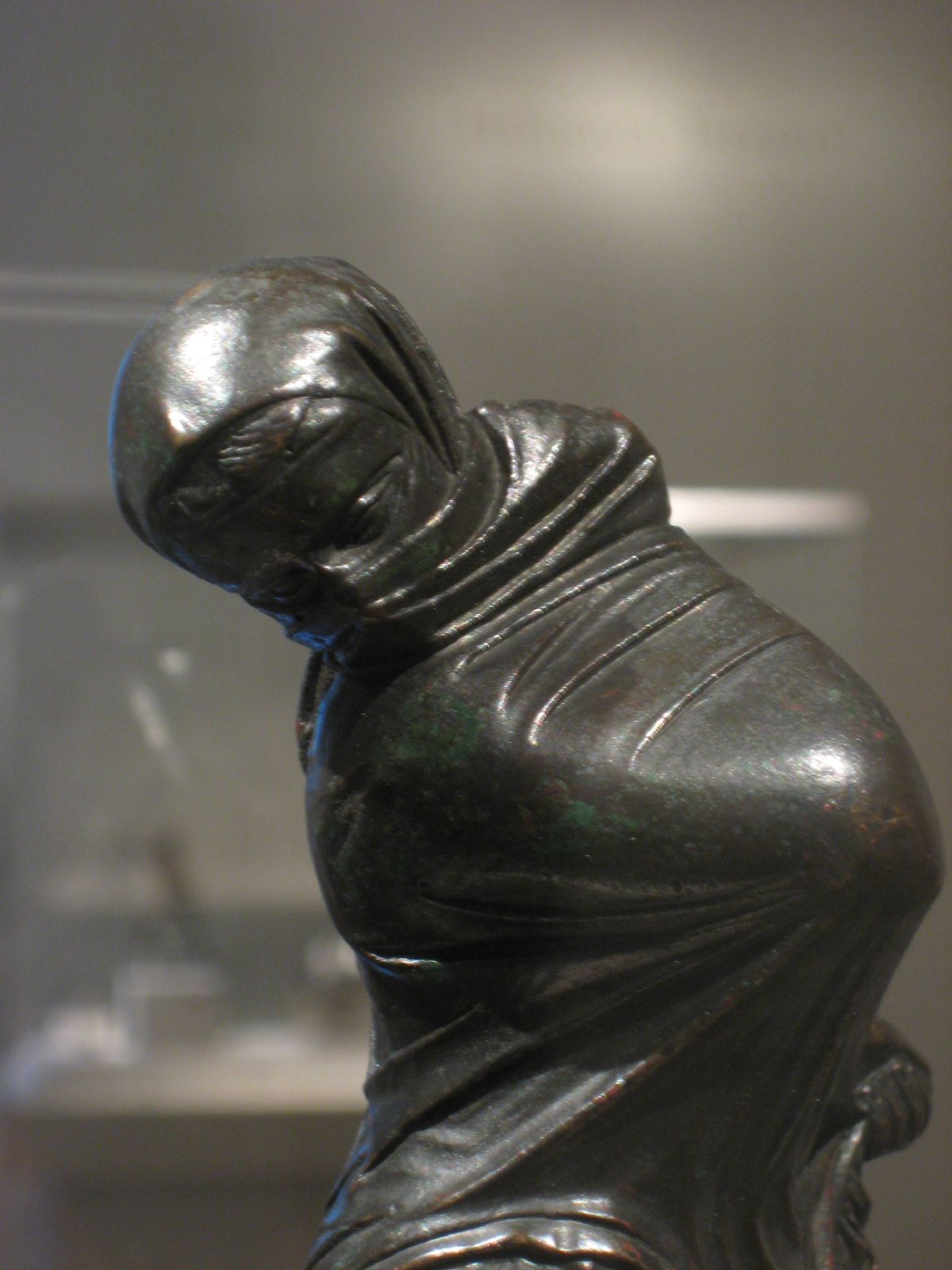
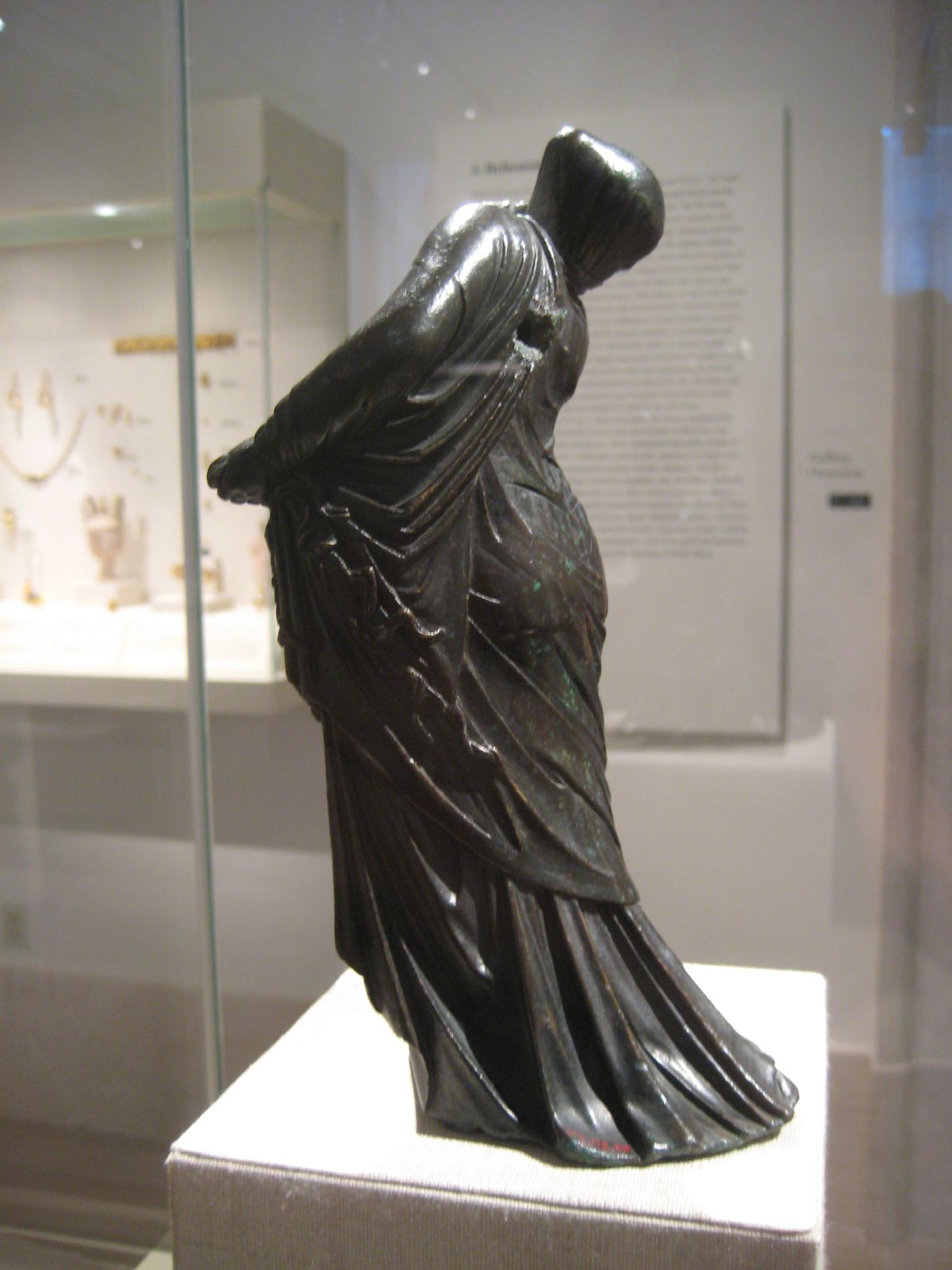
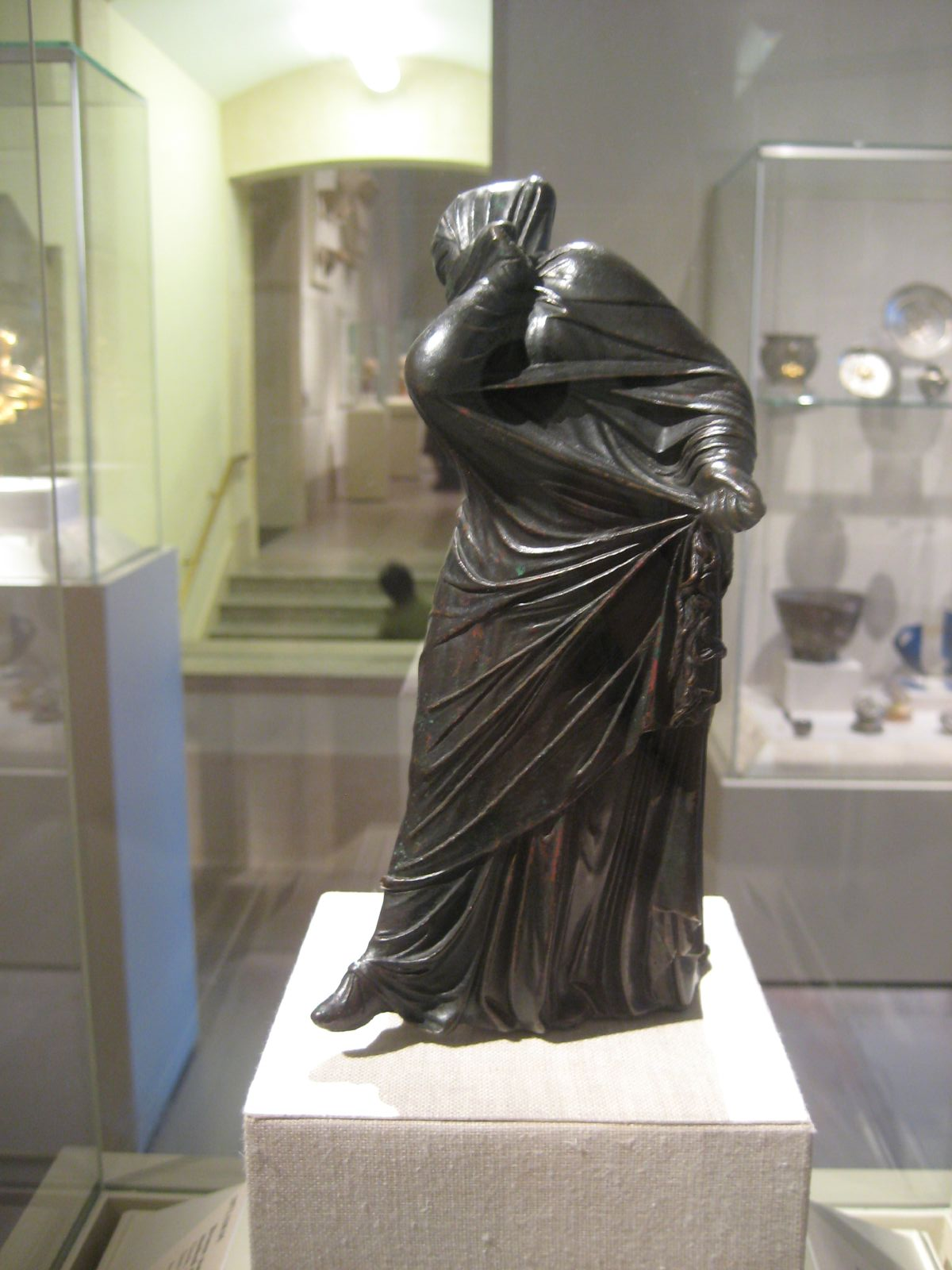